# 光を追いかけて
『光を追いかけて』（ひかりをおいかけて）は、2021年10月1日に公開された日本映画。監督は成田洋一で、秋田県出身の生駒里奈や柳葉敏郎が出演している。また、同年9月23日にAL☆VEシアター supported by 109シネマズにて先行公開された。

## 概要
両親の離婚により、父と共に過疎化が進む秋田に引っ越してきて大人になることを強要される中学3年生の中島彰と、大人になることを拒否し彰にだけ心を開く同級生の岡本真希。本作は過疎化の進む秋田の田園風景を背景に、傷つきやすい思春期の少年少女と大人たちの葛藤と再生を描くヒューマンドラマ。なお、本作には秋田県出身の生駒里奈や柳葉敏郎が出演している。

## キャスト
- 中島彰：中川翼[1][2]
- 岡本真希：長澤樹[1][2][3]
- 奈良美晴：生駒里奈[1][2]
- 中島セナ[1][2]
- 彰の父親：駿河太郎[1][2]
- 中学校教師：小野塚勇人（友情出演）[1][2]
- 下川恭平
- 木村聖哉
- 丹野未結
- 日向丈
- 佐藤秀雄：柳葉敏郎[1][2]

## スタッフ
- 監督：成田洋一
- 脚本：成田洋一、作道雄
- 音楽プロデューサー：鮫島充
- 音楽：山下宏明、河内結衣、内山孝洋
- 主題歌：湯木慧「心解く」[4]
- プロデューサー：瀬木直貴、渡邊竜一、佐藤裕之
- キャスティング：茂木ちか
- 監督補：高明
- 撮影：Jam Eh I
- 照明：岸本秀一
- 録音：小清水健治
- 装飾：西村和幸
- 小道具：東野敦
- スタイリスト：勝見宜人
- 衣装：片山沙織
- ヘアメイク：高橋幸一
- 編集：岩間徳裕
- 音響：田中俊
- 助監督：山本優子
- 協賛：DOKUSO映画館、芳井篤司、祇をん新門荘、秋田トヨタ、秋田トヨペット、トヨタカローラ秋田、ネッツトヨタ秋田、TCJ、藤田真規、YURIホールディングス、川越工業、三菱商事、中部電力、清水建設、東北電力、北都銀行、羽後設備、ウェンティ・ジャパン、秋田銀行、山二建設資材、ホワイトラビット、財産コンサルティング、スタジオエブリ、中央土建、鈴木空調機器、秋田スズキ、清水組、秋田SDIサービス、加藤建設、眞宮技術、斎藤昭一商店、全農秋田県本部、秋田エスエス商運、トラフィックレンタリース、石井商事、北勢工業、羽後電設工業、ヤマコン秋田、大民石油販売、クリエイティブリンク、スマートオーシャンスマートシステムズ、鵜沼地域総研、ホームテック、フラワーおの、秋田田中鋼建、共栄ビル管理、秋田店舗企画、CSE、丸の内サービス、石和田自動車、不二よ志
- 後援：秋田県、秋田県教育委員会、井川町
- 支援：井川町「光を追いかけて」を支援する会、映画「光を追いかけて」を成功させる会
- 配給：ラビットハウス
- 制作プロダクション：ソウルボート
- 制作協力：BURST22
- 製作：「光を追いかけて」製作委員会（DOKUSO映画館、秋田魁新報社、秋田放送、秋田テレビ、秋田朝日放送、秋田ケーブルテレビ、アジア・メディアプロモーション、ソウルボート）